# Hirokazu Ninomiya
 (juin 2025).
Si vous disposez d'ouvrages ou d'articles de référence ou si vous connaissez des sites web de qualité traitant du thème abordé ici, merci de compléter l'article en donnant les références utiles à sa vérifiabilité et en les liant à la section « Notes et références ».
Hirokazu Ninomiya (二宮 洋一, Ninomiya Hirokazu), né le 22 novembre 1917 et mort le 7 mars 2000, est un footballeur et entraîneur japonais des années 1940 et 1950.

## Biographie
Hirokazu Ninomiya évolua comme attaquant au sein de la sélection nationale nipponne avec 6 sélections (une en 1940, deux en 1951 et trois en 1954) pour un but inscrit contre l'Iran le 8 mars 1951 (2-3). L'année 1951, en plus d'être joueur, il fut le sélectionneur du Japon, l'espace de trois matchs (deux contre l'Iran et un contre l'Afghanistan).

## Sélections entrainées
- 1951 :  Japon